# Jürgen Zopp
Jürgen Zopp (Tallinn, 29 maart 1988) is een Ests tennisser. Hij heeft nog geen ATP-toernooi gewonnen, maar hij deed wel al mee aan enkele Grand Slams. Hij heeft drie challengers in het enkelspel en twee challengers in het dubbelspel op zijn naam staan.

## Palmares

### Enkelspel
| Nr.                  | Datum             | Toernooi | Ondergrond    | Tegenstander in finale | Score            |
| -------------------- | ----------------- | -------- | ------------- | ---------------------- | ---------------- |
| Gewonnen challengers |                   |          |               |                        |                  |
| 1.                   | 30 januari 2012   | Kazan    | Hardcourt (I) | Marius Copil           | 7-64, 7-64       |
| 2.                   | 16 november 2014  | Helsinki | Hardcourt (I) | Dudi Sela              | 6-4, 5-7, 7-6(6) |
| 3.                   | 10 september 2017 | Alphen   | Gravel        | Tommy Robredo          | 6-3, 6-2         |

### Dubbelspel
| Nr.                  | Datum             | Toernooi | Ondergrond | Partner           | Tegenstanders in finale       | Score     |
| -------------------- | ----------------- | -------- | ---------- | ----------------- | ----------------------------- | --------- |
| Gewonnen challengers |                   |          |            |                   |                               |           |
| 1.                   | 30 april 2012     | Tunis    | Gravel     | Jerzy Janowicz    | Nicholas Monroe Simon Stadler | 7-61, 6-3 |
| 2.                   | 20 september 2015 | Nanchang | Hardcourt  | Jonathan Eysseric | Hsin-Han Lee Amir Weintraub   | 6-4, 6-2  |

## Prestatietabellen
| Legenda | Legenda                          |
| ------- | -------------------------------- |
| g.t.    | geen toernooi gehouden           |
| l.c.    | lagere categorie                 |
| –       | niet deelgenomen                 |
| G       | uitgeschakeld in de groepsfase   |
| 1R      | uitgeschakeld in de eerste ronde |
| 2R      | uitgeschakeld in de tweede ronde |
| 3R      | uitgeschakeld in de derde ronde  |
| 4R      | uitgeschakeld in de vierde ronde |
| KF      | uitgeschakeld in de kwartfinale  |
| HF      | uitgeschakeld in de halve finale |
| F       | de finale verloren               |
| W       | het toernooi gewonnen            |
| w-v     | winst/verlies-balans             |

### Prestatietabel enkelspel
In deze tabel worden enkele jaren overgeslagen, dit omdat deze tennisser die jaren niet meedeed aan ten minste één toernooi van deze tabel.
| Grandslamtoernooien   |      |      |      |      |        |
| Australian Open       | 1R   | –    | –    | –    | 0-1    |
| Roland Garros         | 1R   | 1R   | 2R   | 3R   | 3-4    |
| Wimbledon             | 1R   | 1R   | 1R   | –    | 0-3    |
| US Open               | 2R   | 1R   | –    | –    | 1-2    |
| Winst-verlies         | 1-4  | 1-3  | 1-2  | 2-1  | 5-10   |
| ATP World Tour Finals |      |      |      |      |        |
| ATP World Tour Finals | –    | –    | –    | –    | 0-0    |
| ATP Masters 1000      |      |      |      |      |        |
| Indian Wells          | –    | –    | –    | –    | 0-0    |
| Miami                 | –    | –    | –    | –    | 0-0    |
| Monte Carlo           | –    | –    | –    | –    | 0–0    |
| Rome                  | –    | –    | –    | –    | 0-0    |
| Madrid                | –    | –    | –    | –    | 0-0    |
| Montreal/Toronto      | 1R   | –    | –    |      | 0–1    |
| Cincinnati            | –    | –    | –    | –    | 0-0    |
| Shanghai              | –    | –    | –    | –    | 0–0    |
| Parijs                | –    | –    | –    | –    | 0-0    |
| Olympische Spelen     |      |      |      |      |        |
| Olympische Spelen     | –    | g.t. | g.t. | g.t. | 0-0    |
| Statistieken          |      |      |      |      |        |
| Totaal aantal titels  | 0    | 0    | 0    | 0    | 0      |
| Totaal winst-verlies  | 9-12 | 1-6  | 1-2  | 8-7  | 26-39  |
| Eindejaarsranking     | 86   | 334  | 187  | 143  | n.v.t. |

### Prestatietabel (Grand Slam) dubbelspel
| Grandslamtoernooien   |     |        |
| Australian Open       | –   | 0-0    |
| Roland Garros         | –   | 0-0    |
| Wimbledon             | –   | 0-0    |
| US Open               | 1R  | 0-1    |
| Winst-verlies         | 0–1 | 0-1    |
| ATP World Tour Finals |     |        |
| ATP World Tour Finals | –   | 0-0    |
| Olympische Spelen     |     |        |
| Olympische Spelen     | –   | 0-0    |
| Statistieken          |     |        |
| Totaal aantal titels  | 0   | 0      |
| Eindejaarsranking     | 355 | n.v.t. |